# اندیس گرانیت گشت۱
گرانیت گشت۱ یک اندیس مصالح ساختمانی است که در حوالی شهر گشت استان سیستان و بلوچستان قرار دارد و مادهٔ معدنی موجود در آن، گرانیت است.سنگ میزبان این اندیس گرانیت است و دیرینگی آن به دوران کرتاسه می‌رسد. 